# Моока (округ Сан-Паулу)
Моока (порт. Mooca) — округ в центральній частині міста Сан-Паулу, частина історичного центра міста. Назва району походить з мови Тупі та означає «дома, що будуються». Округ є центром однойменної субпрефектури.
Моока є одним з найстаріших районів міста, колись відома як São Paulo de Paranapanema, від назви єзуїтської місії, заснованої в 1554 році. Згодом район став першою промисловою зоною міста, а більшість його мешканців складали працівники промислових підприємств. Багато з цих підприємств пізніше були перенесені на околиці міста або закриті, хоча частина все ще діє, а більшість промислових районів стали житловими.
Значною частиною мешканців міста історично складали іммігранти-італійці, переважно з Неаполю. Потомки цих мешканців все ще складають більшість населення району.
| Бразилія | Це незавершена стаття з географії Бразилії. Ви можете допомогти проєкту, виправивши або дописавши її. |